# Mătăsari
Mătăsari es una comuna ubicada en el distrito de Gorj, Rumania.

## Superficie
Cuenta con una superficie de 46,44 kilómetros cuadrados.

## Demografía
Hasta 2021 la población era de 4694 habitantes, con una densidad de población de 101,1 habitantes por kilómetro cuadrado.